# Richtlinie 2014/59/EU (Abwicklungsrichtlinie)
Die Abwicklungsrichtlinie (komplett Richtlinie 2014/59/EU des europäischen Parlaments und des Rates vom 15. Mai 2014 zur Festlegung eines Rahmens für die Sanierung und Abwicklung von Kreditinstituten und Wertpapierfirmen, Abkürzung BRRD von englisch Bank Recovery and Resolution Directive) ist eine Richtlinie der Europäischen Union zur Harmonisierung von Sanierungs- und Abwicklungsinstrumenten zur Rettung von notleidenden Kreditinstituten, die im Rahmen der sogenannten europäischen Bankenunion erlassen wurde.

## Hintergrund
Wiederholt wurden im Zuge der seit 2007 andauernden Finanzkrise in Schieflage geratene Kreditinstitute unter Einsatz öffentlicher Mittel gerettet. Um derartige Rettungsaktionen in Zukunft zu vermeiden und Banken ohne Einsatz öffentlicher Mittel abwickeln zu können, wurden in der EU Abwicklungsmechanismen entwickelt. Zur Umsetzung sind zwei Gesetzgebungsprojekte initiiert worden: Zum einen eine für alle EU-Mitgliedstaaten geltende Abwicklungsrichtlinie, die die Sanierungs- und Abwicklungsinstrumente europaweit harmonisiert, ihre Anwendung aber in der Zuständigkeit nationaler Abwicklungsbehörden belässt (in Deutschland die Bundesanstalt für Finanzdienstleistungsaufsicht, BaFin); zum anderen eine Verordnung zur Errichtung eines einheitlichen Abwicklungsmechanismus (Abkürzung SRM von englisch Single Resolution Mechanism). Letztere setzt auf den Instrumenten der Abwicklungsrichtlinie auf und ergänzt den von der EZB übernommenen einheitlichen Bankenaufsichtsmechanismus (Abkürzung SSM von englisch Single Supervisory Mechanism). Die systemrelevanten Banken der Eurozone, sowie etwaige freiwillig hinzutretende Mitgliedstaaten von außerhalb der Euroraumes, d. h. alle Banken, die aufsichtsrechtlich dem einheitlichen Aufsichtsmechanismus unterliegen, unterliegen hierbei auch dem SRM, einem institutionellen Mechanismus mit einer Abwicklungsbehörde auf europäischer Ebene sowie einem einheitlichen Abwicklungsfonds. Die dem Abwicklungsfonds zur Verfügung gestellten nationalen Finanzmittel werden über eine Übergangszeit von acht Jahren sukzessive vergemeinschaftet.

## Kernelemente
Die Richtlinie harmonisiert die Handhabung von Sanierungen (englisch recovery) in Eigenregie der betroffenen Kreditinstitute und die Abwicklung (englisch resolution) unter Regie der zuständigen Aufsichtsbehörde. Auslöser für eine Abwicklung unter der Richtlinie sind:
- Ein Institut fällt aus, oder sein Ausfall ist wahrscheinlich. Mit diesem Kriterium wird neben der Überschuldung und Zahlungsfähigkeit des Instituts auch auf Verstöße gegen die an eine dauerhafte Zulassung geknüpften Anforderungen abgestellt, beispielsweise ein Verlust, der einen wesentlichen Teil der Eigenmittel aufbraucht. Soweit nicht bestimmte Ausnahmen greifen, wird zudem das Kriterium „Ausfall“ oder „wahrscheinlicher Ausfall“ als erfüllt angesehen, wenn ein Institut eine außerordentliche finanzielle Unterstützung aus öffentlichen Mitteln erhält.
- Es besteht nach vernünftigem Ermessen keine Aussicht, dass alternative Maßnahmen der Privatwirtschaft oder der Aufsichtsbehörden den Ausfall abwenden können.
- Die Abwicklung ist im öffentlichen Interesse. Im Rahmen dieses Kriteriums wird ein Vergleich zum Insolvenzverfahren gezogen: Ein Abwicklungsverfahren liegt nur dann im öffentlichen Interesse, wenn es für das Erreichen eines oder mehrerer Abwicklungsziele erforderlich und verhältnismäßig ist und die Liquidation des Instituts im Insolvenzverfahren diese Ziele nicht in gleichem Umfang ermöglichen würde. Im Falle einer Notlage ist jedes Mal zu prüfen, ob ein Insolvenz- oder ein Abwicklungsverfahren durchzuführen ist. Dabei darf im Abwicklungsverfahren kein Gläubiger schlechter gestellt werden, als er es durch eine Insolvenz wäre (englisch no creditor worse off).

Bei den in der Richtlinie definierten Abwicklungsinstrumenten handelt es sich um:
- Unternehmensveräußerung
- Brückeninstitut
- Ausgliederung von Vermögenswerten
- Gläubigerbeteiligung.